# Boussey
Boussey est une commune française située dans le département de la Côte-d'Or, en région Bourgogne-Franche-Comté.

## Géographie

### Climat
Pour des articles plus généraux, voir Climat de la Bourgogne-Franche-Comté et Climat de la Côte-d'Or.
En 2010, le climat de la commune est de type climat des marges montargnardes, selon une étude du Centre national de la recherche scientifique s'appuyant sur une série de données couvrant la période 1971-2000. En 2020, Météo-France publie une typologie des climats de la France métropolitaine dans laquelle la commune est exposée à un climat océanique altéré et est dans la région climatique  Lorraine, plateau de Langres, Morvan, caractérisée par un hiver rude (1,5 °C), des vents modérés et des brouillards fréquents en automne et hiver. 
Pour la période 1971-2000, la température annuelle moyenne est de 10,1 °C, avec une amplitude thermique annuelle de 16,5 °C. Le cumul annuel moyen de précipitations est de 867 mm, avec 12,6 jours de précipitations en janvier et 8,1 jours en juillet. Pour la période 1991-2020, la température moyenne annuelle observée sur la station météorologique de Météo-France la plus proche, « Pouilly-en-Aux_sapc », sur la commune de Pouilly-en-Auxois à 12 km à vol d'oiseau, est de 10,7 °C et le cumul annuel moyen de précipitations est de 859,1 mm,. Pour l'avenir, les paramètres climatiques de la commune estimés pour 2050 selon différents scénarios d'émission de gaz à effet de serre sont consultables sur un site dédié publié par Météo-France en novembre 2022.

## Urbanisme

### Typologie
Au 1er janvier 2024, Boussey est catégorisée commune rurale à habitat très dispersé, selon la nouvelle grille communale de densité à 7 niveaux définie par l'Insee en 2022.
Elle est située hors unité urbaine et hors attraction des villes,.

### Occupation des sols
L'occupation des sols de la commune, telle qu'elle ressort de la base de données européenne d’occupation biophysique des sols Corine Land Cover (CLC), est marquée par l'importance des territoires agricoles (77,8 % en 2018), une proportion identique à celle de 1990 (77,8 %). La répartition détaillée en 2018 est la suivante : prairies (36,7 %), terres arables (25,4 %), forêts (22,2 %), zones agricoles hétérogènes (15,7 %). L'évolution de l’occupation des sols de la commune et de ses infrastructures peut être observée sur les différentes représentations cartographiques du territoire : la carte de Cassini (XVIIIe siècle), la carte d'état-major (1820-1866) et les cartes ou photos aériennes de l'IGN pour la période actuelle (1950 à aujourd'hui).

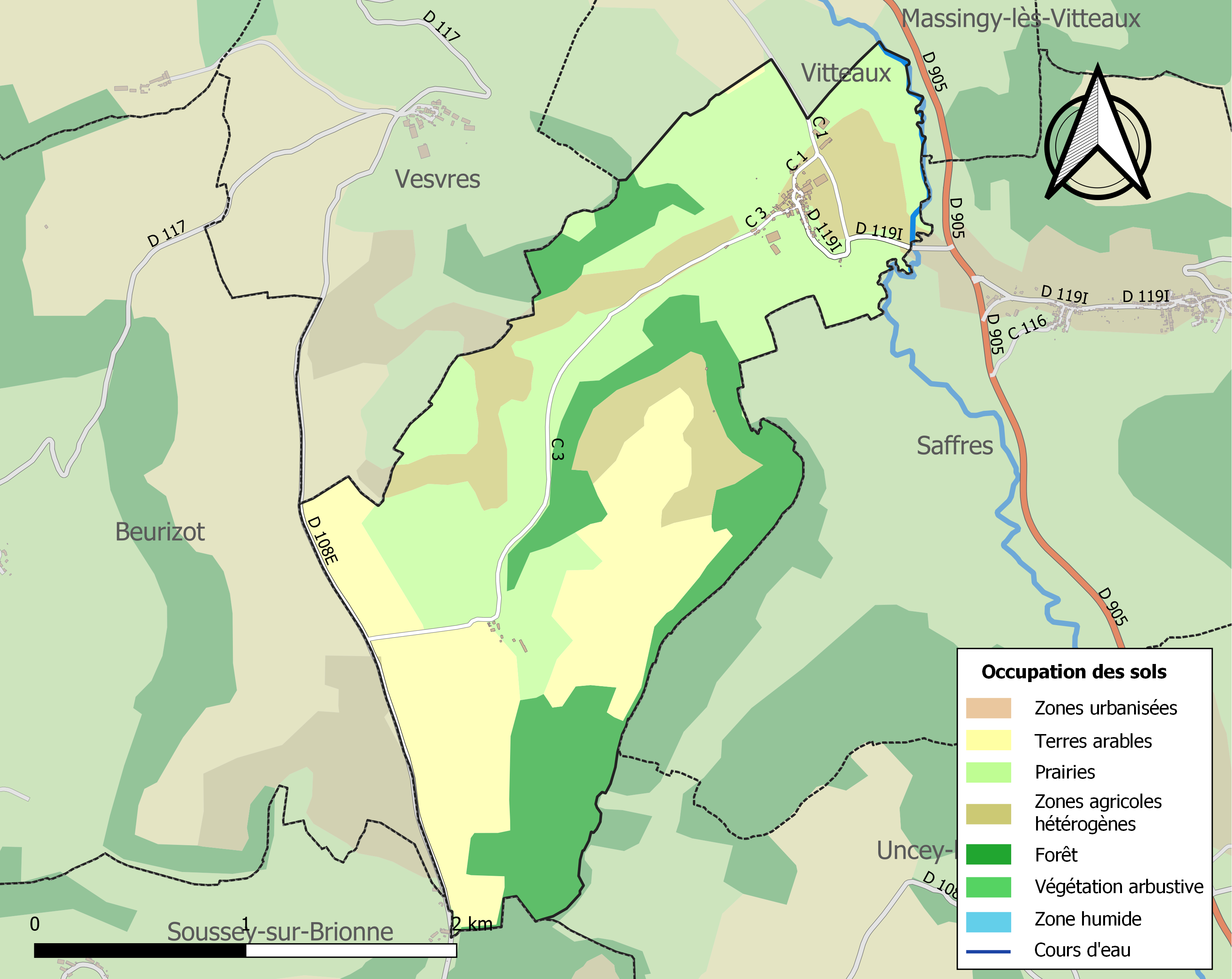
Carte des infrastructures et de l'occupation des sols de la commune en 2018 (CLC).

## Politique et administration
| Période                                  | Période   | Identité          | Étiquette | Qualité |
| ---------------------------------------- | --------- | ----------------- | --------- | ------- |
| mars 2001                                | mars 2008 | Odile Lesko       |           |         |
| mars 2008                                | mars 2014 | Gérard Barbière   |           |         |
| mars 2014                                | En cours  | Thierry Bertholle | SE        | Ouvrier |
| Les données manquantes sont à compléter. |           |                   |           |         |

## Démographie
L'évolution du nombre d'habitants est connue à travers les recensements de la population effectués dans la commune depuis 1793. Pour les communes de moins de 10 000 habitants, une enquête de recensement portant sur toute la population est réalisée tous les cinq ans, les populations de référence des années intermédiaires étant quant à elles estimées par interpolation ou extrapolation. Pour la commune, le premier recensement exhaustif entrant dans le cadre du nouveau dispositif a été réalisé en 2007.

En 2022, la commune comptait 34 habitants, en évolution de +3,03 % par rapport à 2016 (Côte-d'Or : +0,82 %, France hors Mayotte : +2,11 %).
| 1793 | 1800 | 1806 | 1821 | 1831 | 1836 | 1841 | 1846 | 1851 |
| ---- | ---- | ---- | ---- | ---- | ---- | ---- | ---- | ---- |
| 245  | 200  | 235  | 182  | 182  | 179  | 196  | 186  | 181  |

| 1856 | 1861 | 1866 | 1872 | 1876 | 1881 | 1886 | 1891 | 1896 |
| ---- | ---- | ---- | ---- | ---- | ---- | ---- | ---- | ---- |
| 157  | 152  | 145  | 133  | 136  | 122  | 136  | 125  | 118  |

| 1901 | 1906 | 1911 | 1921 | 1926 | 1931 | 1936 | 1946 | 1954 |
| ---- | ---- | ---- | ---- | ---- | ---- | ---- | ---- | ---- |
| 119  | 108  | 104  | 100  | 99   | 93   | 79   | 63   | 58   |

| 1962 | 1968 | 1975 | 1982 | 1990 | 1999 | 2006 | 2007 | 2012 |
| ---- | ---- | ---- | ---- | ---- | ---- | ---- | ---- | ---- |
| 58   | 63   | 58   | 47   | 43   | 45   | 32   | 30   | 31   |

| 2017 | 2022 | - | - | - | - | - | - | - |
| ---- | ---- | - | - | - | - | - | - | - |
| 35   | 34   | - | - | - | - | - | - | - |

## Lieux et monuments

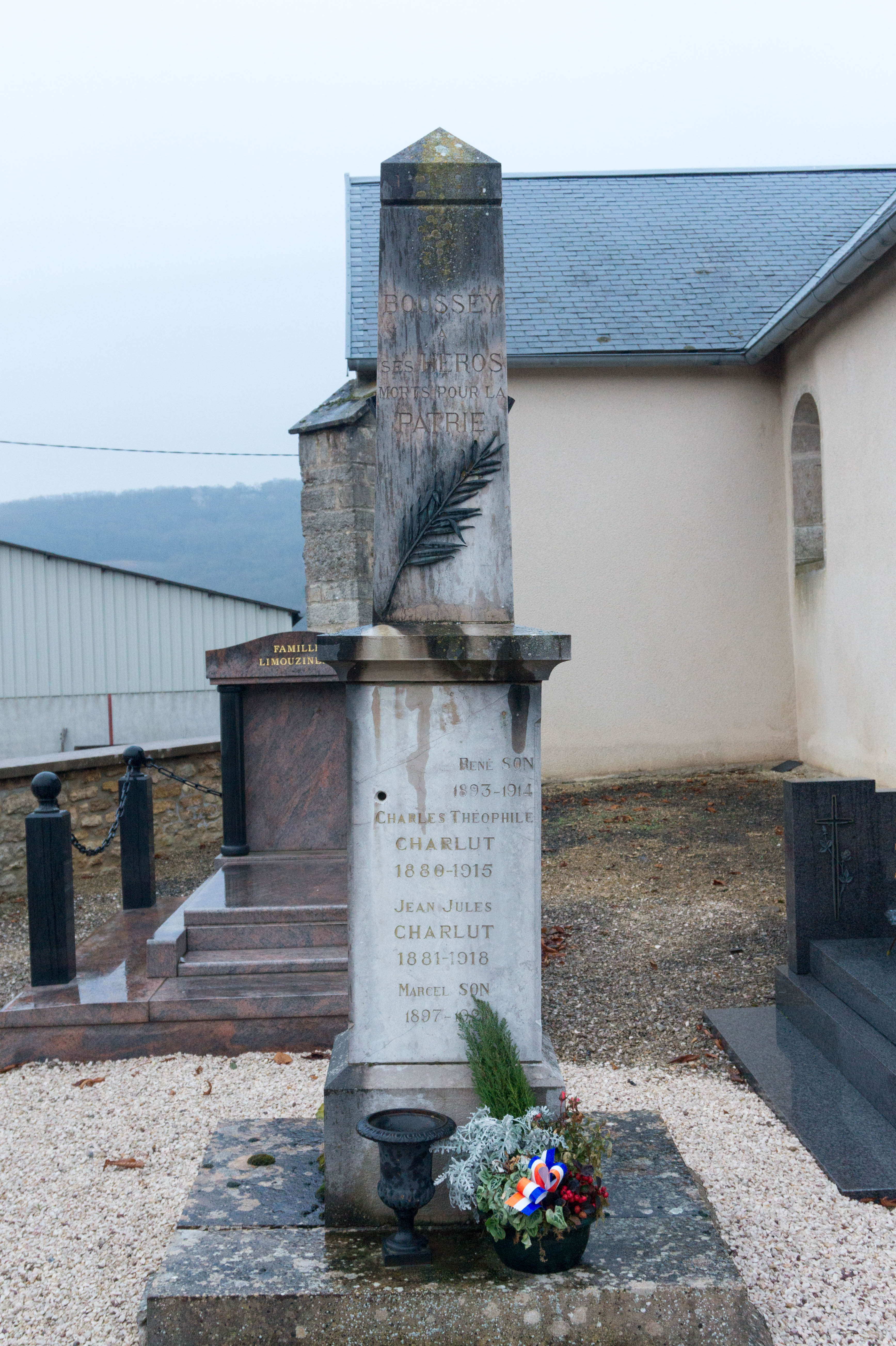
Monument aux morts.
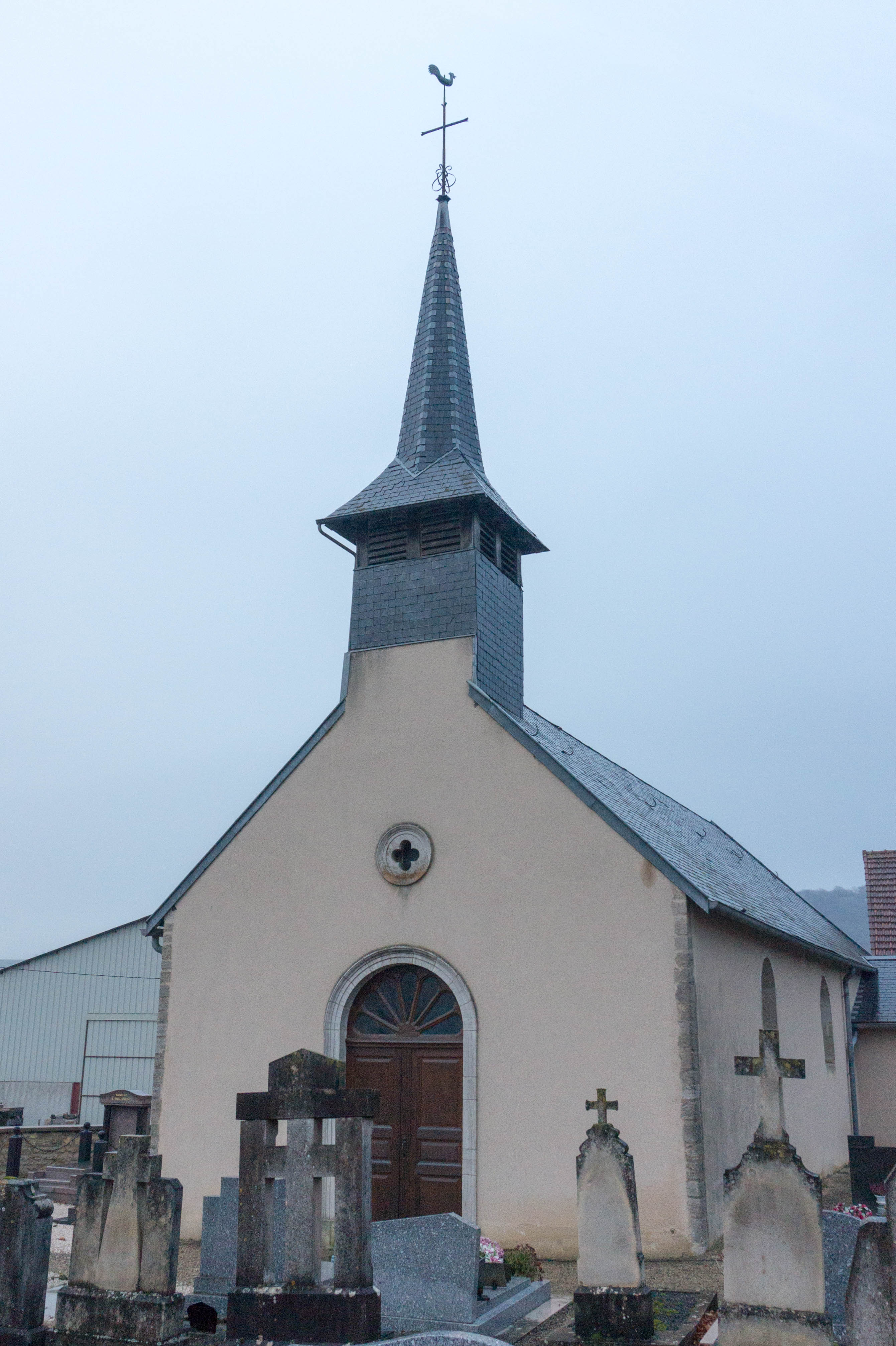
Église Saint Barthélémy.

## Personnalités liées à la commune
- Claude Drouas de Boussey (1712-1773), chanoine de Saint-Étienne de Sens et avant-dernier évêque de Toul (1754-1773).
- Le baron Jacques Marie Charles de Drouas de Boussey, neveu du précédent, général d'artillerie et baron d'Empire sous Napoléon Ier. Deux de ses trois fils sont morts pour la France.

Ils sont issus de la famille de Drouas, encore représentée aujourd'hui, qui détenait la seigneurie de la Plante à Bousey, mouvante de la très puissante baronnie de Vitteaux. Sous la révolution française, le maire et le conseil municipal de la commune ont sauvé, au péril de leurs vies, le dernier seigneur de Boussey, Claude-Edme de Drouas en raison de sa générosité envers les habitants lors d'un procès qui a les opposés à l'autorité de l'époque, à propos d'un droit de pâture retiré à la paroisse.